# Pallavolo ai VII Giochi panafricani
I tornei di pallavolo ai VII Giochi panafricani si sono disputati durante la VII edizione dei Giochi panafricani, che si è svolta a Johannesburg, in Sudafrica, nel 1999.

## Podi
| Evento                      | Oro     | Argento | Bronzo  |
| Torneo maschile (dettagli)  | Camerun | Nigeria | Egitto  |
| Torneo femminile (dettagli) | Kenya   | Egitto  | Nigeria |